# Дуда
Ду́да́ (також ґа́йда, коза́, кози́ця, бара́н, міх, ду́тка) — архаїчний народний музичний духовий інструмент, різновид волинки, що є міхом із козячої, баранячої або телячої шкіри з вставленими у нього трубкою для нагнітання повітря, басовими трубками і трубкою з отворами (як у сопілки), на якій грають мелодію.
Зі злупленої з тварини шкіри роблять мішок, вивертаючи шкіру вовною усередину. У цей мішок вставляються трубки, одна для надування повітря (сисак), інші для утворення звуку.
Дуда добре відома в  Україні і Карпато-Балканському ареалі. Волинка під такою назвою знана на теренах Болгарії, Македонії, Сербії, Хорватії, Албанії та Словаччини. Така назва зафіксована і в Україні. Інколи дуду називають «коза» чи «баран». Більшість синонімів залежать від того, зі шкіри якої тварини вичинено міх.
Дуда виконувала функцію супровідного інструменту при виконанні епосу у західних землях України, а також входила до оркестру Запорізького війська, а тепер звучить на святах у гуцулів. Інструмент оздоблюють китицями, металевими брязкальцями інколи прикрашають.
Згадки про цей інструмент зустрічаємо в українських народних піснях:
Діду мій, дударику,

Ти ж було, селом ідеш,

Ти ж, було, в дуду граєш,

Тепер тебе немає,

Твоя дуда гуляє,

І пищики зосталися,

Казна кому досталися.

## Білоруська дуда

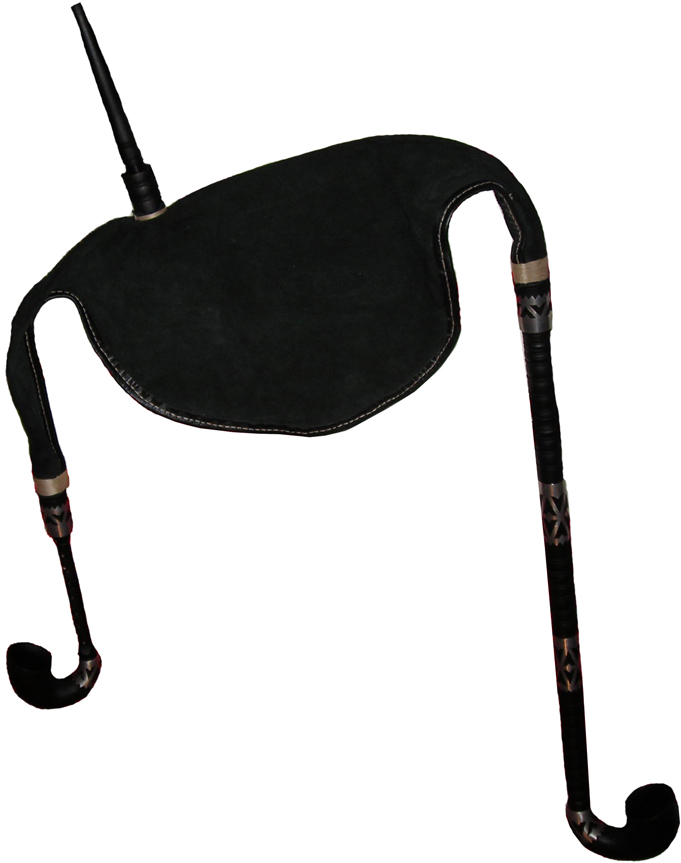
Традиційна білоруська дуда лепельского типу (2009 рік)

Білоруська дуда — білоруський традиційний архаїчний духовий музичний інструмент, який був поширений у Білорусі з давнини до початку 20 століття. Збережені зразки його знаходяться у музеях Литви та Росії. На території Білорусі вони є в двох музеях: Лепельському краєзнавчому музеї та Гродненському археологічному музеї.
Білоруська дуда може бути двох типів. Дуда лепельського типу — типовий інструмент циліндричної форми. Корпус її робився з дерева (клен, яблуня, вишня), мав 6-8 ігрових отворів, під які вирізали спеціальні заглиблення для пальців виконавця. Корпус вироблявся за допомогою пропалюванням металевим прутом, так само пропалювали отвори. З верхнього торця монтують пищик з очерету. Має постійний діаметр внутрішнього каналу (близько 6-8 см). Міх шили з шкури телиці або кози. Унікальним елементом білоруської дуди є наявність розтрубів-рожків. Їх форма унікальна та більше ніде не зустрічається.
Міх гродненської дуди зроблено з медичної кисневої подушки, обшитої шкірою. Його форма некласична — ромбоподібна. Очевидно, міх було зроблено значно пізніше від дерев'яних частин.